# عبدالله الیافی
عبدالله الیافی (عربی: عبد الله الیافی؛ ۷ سپتامبر ۱۹۰۱ – ۴ نوامبر ۱۹۸۶) یک وکیل و سیاستمدار اهل لبنان بود.